# Stan Lee
Stan Lee, właśc. Stanley Martin Lieber (ur. 28 grudnia 1922 w Nowym Jorku, zm. 12 listopada 2018 w Los Angeles) – amerykański scenarzysta, producent komiksowy i filmowy, wieloletni prezes i członek zarządu Marvel Comics. W 2008 roku odznaczony został Narodowym Medalem Sztuki.
We współpracy z kilkoma artystami, m.in. Jackiem Kirbym, Steve’em Ditko i swoim bratem Larrym Lieberem współtworzył wiele postaci z komiksowego uniwersum Marvela (to m.in. Spider-Man, Iron Man, Hulk, Doktor Strange, Fantastyczna Czwórka, Daredevil, Czarna Pantera, Thor oraz X-Meni). Dzięki niemu Marvel Comics z niewielkiego lokalnego wydawcy zmieniła się w jednego z największych wydawców komiksowych na świecie.

## Życiorys

### Młodość i początki kariery
Urodził się w Nowym Jorku jako Stanley Martin Lieber. Jego rodzice, Celia Solomon (1898–1947) i Jack Lieber (1893–1965), byli żydowskimi imigrantami z Rumunii. Rodzina przeprowadzała się wielokrotnie na terenie Nowego Jorku. Uczęszczał do szkoły średniej na Bronksie (DeWitt Clinton High School). Jako nastolatek bardzo lubił pisanie. W latach szkolnych zaczął już marzyć o karierze pisarskiej. Początkowo wykonywał drobne zlecenia – pisał nekrologi dla agencji prasowych i zachęcał do wykupienia prenumeraty gazety „New York Herald Tribune”. Podejmował się też innych zajęć dorywczych, był m.in. roznosicielem kanapek i chłopcem na posyłki. Szkołę średnią ukończył w 1939 roku, wcześniej niż jego rówieśnicy.
Z pomocą swojego wuja Robbiego Solomona i wydawcy komiksów Martina Goodmana został pomocnikiem w wydawnictwie Timely Comics, które miało później rozwinąć się i zmienić nazwę na Marvel Comics. Nie miał zamiaru zajmować się komiksami. Marzył o karierze wielkiego pisarza. Wtedy też powstał jego pseudonim literacki – Stan Lee. Jak wyjaśnił wiele lat później, miał zamiar pisać pod swoim prawdziwym nazwiskiem tzw. poważną prozę. Pierwszą jego komiksową publikacją były dialogi do trzeciego numeru komiksu Captain America Comics w maju 1941 roku. Był na tyle zdolny, że bardzo szybko otrzymał posadę redaktora.
Wkrótce po wybuchu wojny zgłosił się na ochotnika do wojska. W latach 1942–1945 służył w United States Army Signal Corps, gdzie pisał instrukcje oraz scenariusze filmów szkoleniowych i propagandowych. Wymyślał także slogany reklamowe. Zdemobilizowany został w 1945 roku.

### Komiks

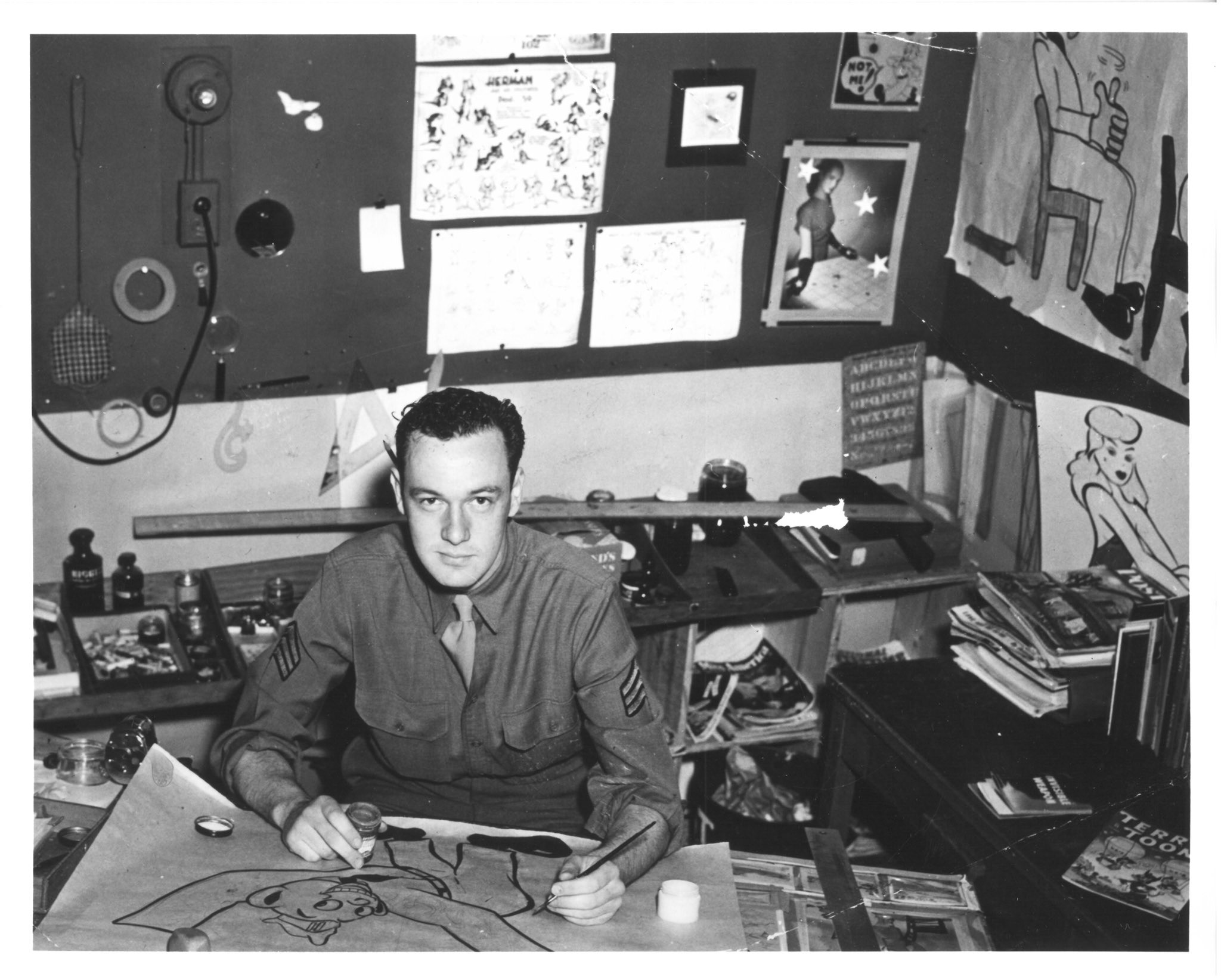
Stan Lee w trakcie służby wojskowej, lata 40.

W latach 50. Lee wrócił do wydawnictwa, które znane było już wtedy jako Atlas Comics. Kontynuował karierę scenarzysty, pisząc utrzymane w różnej stylistyce komiksy, głównie romanse, westerny oraz sci-fiction. Pod koniec dekady był rozczarowany swoją pracą i rozważał odejście ze spółki. Na początku lat 60. zaproponował zmianę nazwy wydawnictwa na Marvel Comics. W odpowiedzi na rosnącą popularność drużyn superbohaterów, takich jak wydawane przez konkurencyjne DC Comics Justice League Of America, Stan został zobligowany przez swojego szefa Martina Goodmana do stworzenia takiej drużyny. Kiedy dostał zlecenie od Goodmana, chciał już porzucić wydawnictwo. Jego żona Joan namówiła go, by napisał historię zupełnie inną niż dotychczasowe, bardziej nastawioną na myśli bohaterów i zaangażowanie w rzeczywiste problemy świata, w przeciwieństwie do odrealnionych historii z DC.
W taki sposób powstali bohaterowie niepozbawieni normalnych, ludzkich problemów, bliżsi czytelnikowi niż znani z komiksów DC niezniszczalny, pomnikowy Superman czy niewyobrażalnie bogaty Batman. Pierwszymi bohaterami stworzonymi przez Stana Lee byli Fantastic Four. Gdy komiksy z nimi w roli głównej odniosły sukces, Stan stworzył kolejnych bohaterów, z którymi czytelnik mógłby się identyfikować. Tak powstali: Hulk, Iron Man, Thor, X-Men (wraz z Jackiem Kirbym), Daredevil (wraz z Billem Everettem), Doctor Strange (razem ze Steve’em Ditko) i najpopularniejszy super heros z uniwersum Marvela, Spider-Man.

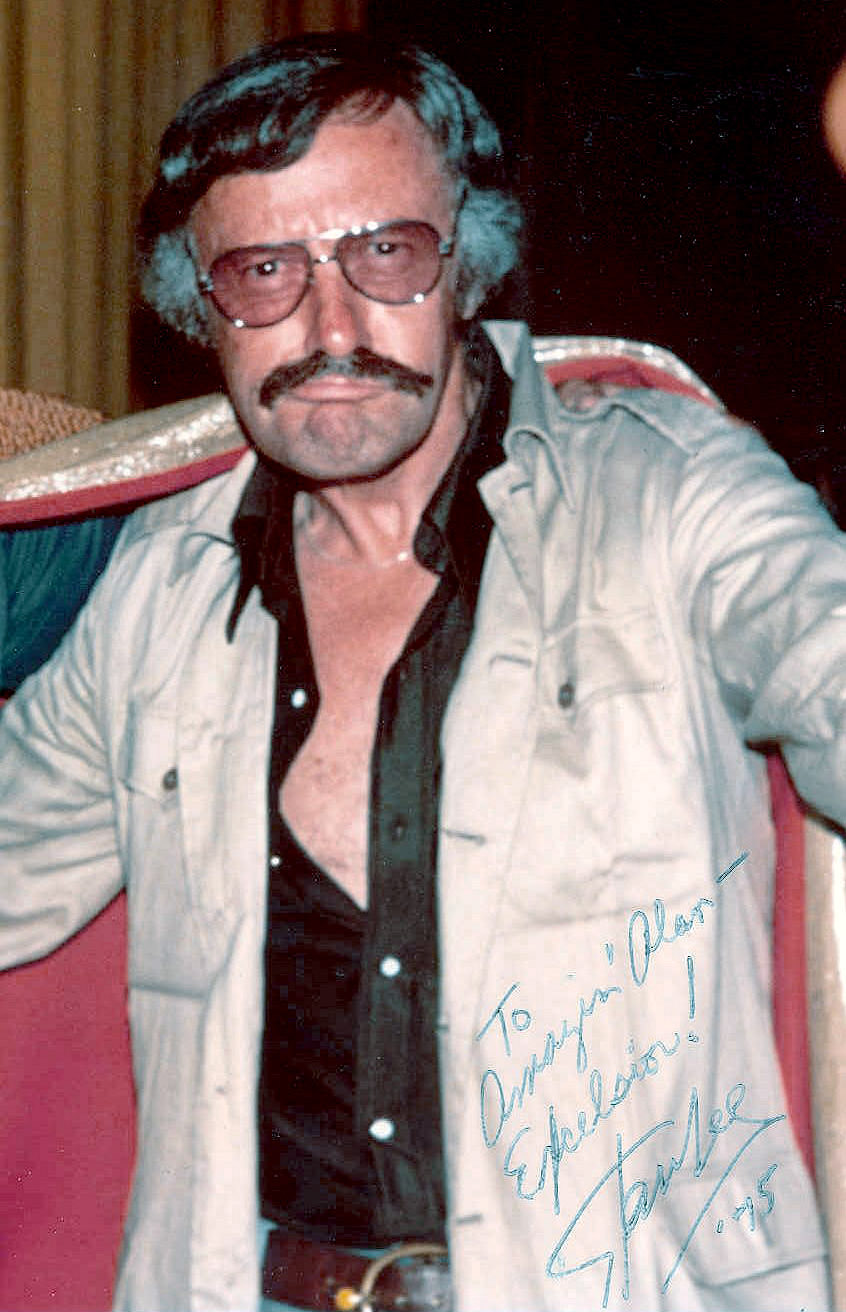
Stan Lee na San Diego Comic–Conie, 1975

Wraz z nowym sposobem opowiadania historii o super bohaterach Stan Lee wprowadził inne charakterystyczne dla tego gatunku elementy, jak chociażby ramka na pierwszej stronie komiksu, na której wymienione są nazwiska scenarzysty, rysownika, rysownika kładącego tusz i osoby zajmującej się liternictwem. Nowością były też „strony klubowe”, na których czytelnicy mogli dowiedzieć się, co będzie się działo zarówno w świecie komiksów, jak i w światku komiksowym.
W latach 60. Lee był zaangażowany osobiście w większość wydawanych przez Marvel Comics tytułów. Zajmował się nie tylko scenariuszami, moderował także „strony klubowe”, na których odpisywał na listy fanów (co stało się standardem w komiksach amerykańskich). Z czasem stała rubryka Stana (Stan’s Soapbox) stała się nie tylko miejscem wymiany zdań między wydawnictwem a fanami, ale i elementem kampanii edukacyjnej. Stan starał się przemycać tam treści antynarkotykowe i antyrasistowskie. Poza tym umieszczał w swoich komiksach wymyślne słowa, mając na celu poszerzanie słownictwa młodzieży.
Z czasem dzięki niemu wypracowany został pewien schemat powstawania komiksów, tzw. Metoda (czy też styl) Marvela (Marvel Method). Owa metoda polega na ścisłej współpracy pomiędzy scenarzystą a rysownikiem w trakcie tworzenia komiksu. Wcześniej scenarzysta dostarczał scenariusz rysownikowi i z zasady nie miał wypływu na ostateczny kształt pracy. W nowej metodzie rysownik i scenarzysta współtworzą całość komiksu. W związku z taką kooperacją ciężko jest jednoznacznie przyznać autorstwo jakiejś postaci jednemu autorowi.
W 1971 roku zreformował organizację cenzorską komiksów Comics Code. Amerykański Departament Zdrowia, Nauki oraz Opieki poprosił go o napisanie historii ostrzegającej przed niebezpieczeństwem ze strony narkotyków. Lee napisał więc historię przyjaciela Spider-Mana uzależnionego od tabletek, która ukazała się w komiksie Amazing Spider-Man #96. Organizacja Comics Code Authority sprzeciwiła się jednak jego publikacji, gdyż pokazywał on, w jaki sposób zażywa się narkotyki. Mimo to wydano komiks, który z miejsca osiągnął sukces kasowy i zapewnił wydawnictwu status podmiotu uczestniczącego w edukacji społeczeństwa.
W późniejszych latach Lee stał się wiodącym reprezentantem i publicznym wizerunkiem Marvela. Uczestniczył w wielu konwentach komiksowych na terenie całego kraju, prowadząc liczne wykłady i dyskusje. W 1981 roku przeniósł się do Kalifornii, aby rozwijać aspekty telewizyjne i promocyjne Marvela. Był producentem wykonawczym wielu filmów bazujących na komiksach, często też występował w nich gościnnie. Użyczał również swojego głosu postaciom z serialów animowanych. W 1994 roku został zaliczony w poczet wybitnych twórców komiksów wprowadzonych do „Hali Sławy Nagrody Willa Eisnera” (Will Eisner Award Hall of Fame), a rok później został wyróżniony wpisaniem jego nazwiska do „Hali Sławy Jacka Kirby’ego” (Jack Kirby Hall of Fame).

### Ikona popkultury
Nowe podejście do tematu spowodowało drastyczny wzrost popularności zarówno wydawnictwa, jak i samego Stana Lee. Stał się gwiazdą świata komiksów i częstym gościem honorowym konwentów komiksowych.
Przez krótki czas Stan Lee był prezesem Marvel Comics, ale porzucił to stanowisko, gdy uświadomił sobie, że taka funkcja wiąże się z finansami, a nie z procesem twórczym, który interesował go najbardziej.

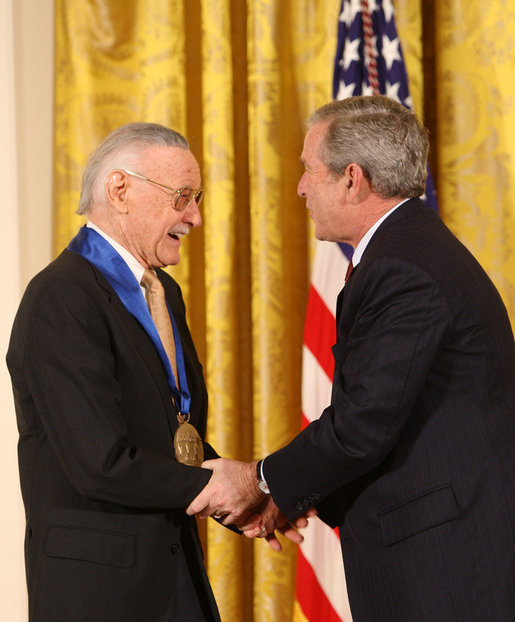
Stan Lee odznaczony przez prezydenta George’a W. Busha Narodowym Medalem Sztuki, listopad 2008

Uważany był za żywą ikonę amerykańskiego komiksu. Stan Lee czynnie uczestniczył w przedsięwzięciach z branży komiksowej i filmowej. Pojawiał się również jako gość specjalny na wielu konwentach czy też premierach komiksowych filmów, w których grał epizodyczne role. Pojawił się też w serialach Herosi i Teoria wielkiego podrywu oraz w filmie Szczury z supermarketu, którego reżyser Kevin Smith jest jego wielkim fanem. Występuje on też w grze „Lego Marvel Super heroes”, gdzie na każdym poziomie gry można go uratować, a potem nawet nim grać, dostaje on tam kilka umiejętności bohaterów których stworzył. W grze jest szansa na spotkanie go w filmikach przed rozpoczęciem rozgrywki.

### Śmierć
Zmarł w Los Angeles 12 listopada 2018 roku w wieku blisko 96 lat. O śmierci poinformowała jego córka. W poniedziałek rano ze szpitala do jego domu w Hollywood Hills przyjechała karetka pogotowia i został on przewieziony do Centrum Medycznego Cedars-Sinai, gdzie zmarł. Cierpiał na kilka chorób – miał problemy z zapaleniem płuc i problemy ze wzrokiem.

## Życie prywatne
W 1947 roku ożenił się z modelką Joan Boocock (1922–2017). Mieli córkę Joan C. (ur. 1950). Ich druga córka, Jan Lee, zmarła jeszcze jako dziecko w 1953.
Jego młodszy brat, Larry Lieber (ur. 1931), również jest scenarzystą komiksowym, przez wiele lat także związanym z wydawnictwem Marvel Comics.

## Filmografia
Stan Lee na przestrzeni kilkudziesięciu lat pojawił się w epizodycznych rolach w większości ekranizacji komiksów Marvela.
Incredible Hulk (serial animowany, 1982)
Jest narratorem każdego z trzynastu odcinków tego serialu. Komentuje początek, koniec, a także każdą z bardziej dramatycznych sytuacji.
Hulk przed sądem (1989)
Pojawia się jako jeden z widzów, którzy siedzą na rozprawie sądowej.
Fantastyczna Czwórka (serial animowany, 1994)
W odcinku 4. Skrulle mówią w swoim języku. Animowany Stan Lee przerywa akcję na krótką chwilę, aby uruchomić kieszonkowego tłumacza dla widzów.
Spider-Man (serial animowany, 1994)
W ostatnim odcinku Peter Parker trafia do alternatywnej względem swojej Ziemi. Gdzie jest tylko wymyśloną postacią, a Spidey jest w rzeczywistości aktorem, który jedynie go gra. Ten zapragnął, by prawdziwy Spider-Man spotkał się twarzą w twarz ze swoim twórcą.
Szczury z supermarketu (1995)
Pojawia się przez chwilę i rozmawia z T.S. Quintem (Jeremy London).
Blade (1998)
Stan Lee grał gliniarza, który znalazł płonące ciało wampira Quinna w barze. Scena została jednak wycięta z filmu.
X-Men (2000)
Po pojawieniu się Stana Lee 11 lat wcześniej, studio 20th Century Fox postanowiło również pokazać na chwilę stwórcę większości bohaterów. Tutaj pojawia się ledwo zauważalny jako sprzedawca napojów na plaży.
Spider-Man (2002)
Jest świadkiem ataku Zielonego Goblina i panikując pomaga uciec dziewczynce.
Daredevil (2003)
Jako starszy pan z gazetą nie zatrzymuje się przed jadącymi samochodami, a młody Matt bez problemu ratuje mu życie. Dodatkowo jego nazwisko było użyte jako jeden z klientów prawnika.
Hulk (2003)
W Hulku jest policjantem, który tylko wychodzi z budynku razem ze swoim partnerem.
Spider-Man 2 (2004)
W drugim Spider-Manie jest podobnie. Stan jest świadkiem walki Spidey’ego z Dr. Octopusem i ponownie ratuje kobietę przed gruzem, który prawie w nią uderzył.
Man-Thing (2005)
Na tablicy ze zdjęciami zaginionych osób widoczne jest zdjęcie Stana.
Fantastyczna Czwórka (2005)
Jako listonosz daje Reedowi Richardsowi list.
X-Men: Ostatni Bastion (2006)
Jest jednym z sąsiadów młodej Jean Grey. Jean chcąc pokazać swoją moc, siłą umysłu sprawiła, że przedmioty dookoła lewitowały, jak również woda wypływająca z węża ogrodowego, który trzymał właśnie Stan Lee.
Spider-Man 3 (2007)
Peter Parker zatrzymuje się, by zobaczyć ogłoszenie, informujące, że Spider-Man dostał klucze do miasta. Lee podchodzi do niego i chwilę z nim rozmawia a propos ogłoszenia.
Fantastyczna Czwórka: Narodziny Srebrnego Surfera (2007)
Stan stara się wejść na ślub Reeda Richardsa i Susan Storm, jednak mężczyzna czytający listę mu nie wierzy, że jest Stanem i go odsyła.
Herosi (serial, 2007)
Pojawia się jako kierowca autobusu i rozmawia krótko z Hiro.
Iron Man (2008)
Tony Stark spotyka Stana w otoczeniu gromadki dziewczyn i mu gratuluje.
Incredible Hulk (2008)
Kiedy przez przypadek do jednego z napoi dostaje się gamma, Stan Lee nieświadomy niczego wypija substancję.
Iron Man 2 (2010)
Jako Larry King spotyka Tony’ego na Stark Expo.
Teoria wielkiego podrywu (2010)
Stan Lee pojawia się w trzecim sezonie serialu w piżamie Fantastycznej Czwórki przy drzwiach swojego domu i spotyka Sheldona.
Thor (2011)
W samochodzie próbuje wydostać Mjolnir z Ziemi, jednak z niepowodzeniem. W napisach końcowych został wymieniony jako „Stan The Man”.
Kapitan Ameryka: Pierwsze starcie (2011)
Jest jednym z generałów wojska.
Avengers (2012)
Podczas wiadomości, oznajmia, że nie wierzy w to, by w Nowym Jorku byli superbohaterowie i powraca do gry w szachy. W usuniętej scenie Steve Rogers spotyka go w restauracji.
Mega Spider-Man (2012–2017)
Pojawia się w wielu odcinkach jako woźny w liceum do którego uczęszcza Peter.
Niesamowity Spider-Man (2012)
Jako jedna z osób grona pedagogicznego (prawdopodobnie bibliotekarz), ma założone słuchawki i nie słyszy walczących za nim Jaszczura i Spider-Mana, który uratował mu wtedy życie.
Agenci T.A.R.C.Z.Y. (2013–2020)
W pierwszym sezonie serialu Jemma Simmons i Phil Coulson spotykają Stana Lee w pociągu w otoczeniu dwóch dziewcząt. Stan mówi Jemmie, że przykro mu z powodu straty matki i poucza Coulsona.
Iron Man 3 (2013)
Stan Lee jako członek jury w konkursie modelek daje jednej z nich 10/10.
Thor: Mroczny świat (2013)
W domu starców (lub domu dla psychicznie chorych) Erik Selvig zabiera but Stana i tłumaczy wszystkim konstrukcję kosmosu. Po zapytaniu Selviga o pytania, Stan upomina się o but.
Kapitan Ameryka: Zimowy żołnierz (2014)
Po tym jak Kapitan Ameryka zabiera swój kostium w muzeum, Stan pracujący tam widzi brak kostiumu i oznajmia, że go zwolnią.
Niesamowity Spider-Man 2 (2014)
Stan pojawia się na rozdaniu dyplomów maturzystów.
Strażnicy Galaktyki (2014)
Kosmita Stan podrywa pewną czerwonoskórą kobietę, co zauważa Rocket. Pierwotnie jednak Stan Lee miał grać jeden z eksponatów w muzeum Kolekcjonera, który pokazuje Grootowi środkowy palec, gdy ten się na niego spojrzał. Disney nie zgodził się jednak na tę scenę.
Wielka szóstka (2014)
Stan Lee występuje w scenie po napisach jako ojciec Freda.
Agentka Carter (2015)
W odcinku czwartym siedzi koło Howarda, którego pyta o to, czy pożyczy mu dodatek sportowy.
Avengers: Czas Ultrona (2015)
Stan Lee pojawia się jako weteran drugiej wojny światowej, na imprezie w Avengers Tower i pije 1000-letni alkohol z Thorem. Po wypiciu zostaje wyniesiony i mamrocze swoje charakterystyczne słowo „Excelsior”.
Ant-Man (2015)
Stan Lee pojawia się w końcowej scenie, gdzie jest barmanem.
Daredevil (2015–2018)
W trzynastym, ostatnim odcinku pierwszego sezonu można zobaczyć na ścianie zdjęcie ukazujące Stana.
Jessica Jones (2015–)
W pierwszym sezonie zdjęcie Stana Lee jest widoczne na ścianie posterunku policji.
Deadpool (2016)
Stan Lee pojawia się jako DJ w klubie ze striptizem.
Stan Lee’s Lucky Man (2016–)
W pilotażowym odcinku serialu główny bohater Harry widzi Stana dającego autografy w sklepie z komiksami.
Kapitan Ameryka: Wojna bohaterów (2016)
Stan Lee pojawia się pod koniec filmu jako kurier FedEx dostarczający przesyłkę dla Tony’ego.
Doktor Strange (2016)
Stan Lee siedzi w autobusie, na który spada Strange i czyta książkę.
X-Men: Apocalypse (2016)
Stan Lee w towarzystwie swojej żony Joan obserwuje start rakiet balistycznych przenoszących broń jądrową.
Agenci T.A.R.C.Z.Y. Slingshot (2016)
Zdjęcie Stana Lee jest widoczne w pudełku.
No Good Deed (2017)
W wersji on-line filmu Stan Lee pojawia się jako przechodzień na ulicy i krzyczy do Deadpoola „Wow, fajny strój”.
Luke Cage (2017–2018)
W ostatnim odcinku pierwszego sezonu Stan Lee pojawia się na plakacie zachęcającym do zgłaszania zbrodni.
Iron Fist (2017–)
W ostatnim odcinku pierwszego sezonu Stan Lee pojawia się na plakacie zachęcającym do wstąpienia w szeregi policji.
Strażnicy Galaktyki vol. 2 (2017)
Stan Lee pojawił się na jednej z planet, gdzie rozmawiał z przedstawicielami rasy The Watchers
The Gifted (2017–2018)
W pierwszym sezonie serialu Stan wychodził z lokalu.
Spider Man Homecoming: NBA Finals (2017)
Stan Lee pojawia się jako przechodzień na ulicy, który twierdzi, że zna Spider Mana.
Spider-Man: Homecoming (2017)
Podczas kłótni Spider-Mana i mieszkańca, Stan Lee pojawia się w oknie.
Defenders (2017)
W pierwszym sezonie Stan Lee pojawia się jako oficer policji na zdjęciu na ścianie. Dodatkowo, Stan był narratorem zwiastuna pierwszego sezonu serialu. W czasie tego zwiastuna Stan Lee był również widoczny podczas jazdy samochodem.
Thor: Ragnarok (2017)
Jako fryzjer gladiatorów na planecie Saakar.
Punisher (2017–2019)
W pierwszym sezonie Stan Lee pojawia się jako oficer policji na zdjęciu na ścianie.
Runaways (2017–)
W szóstym odcinku pierwszego sezonu Stan pojawia się jako kierowca limuzyny.
Czarna Pantera (2018)
Stan Lee pojawia się jako hazardzista w scenie w kasynie.
Daredevil (2015–2018)
W drugim odcinku drugiego sezonu widoczne jest zdjęcie Stana.
Jessica Jones (2015–)
W dziewiątym odcinku drugiego sezonu twarz Stana pojawia się na reklamie kancelarii prawniczej.
Avengers: Wojna bez granic (2018)
Stan jest kierowcą autobusu szkolnego (w którym jednym z uczniów jest Peter Parker).
Deadpool 2 (2018)
Stan Lee pojawia się na moment na wielkoformatowym plakacie podczas sceny akcji z Domino.
Luke Cage (2017–)
W dwunastym odcinku drugiego sezonu Stan Lee pojawia się na plakacie kancelarii prawniczej.
Ant Man i Osa (2018)
Stan Lee pojawia się w filmie jako mężczyzna, któremu zostaje zmniejszony samochód.
Cloak and Dagger (2018–)
W pierwszym odcinku pierwszego sezonu widoczne były 4 różnokolorowe obrazki Stana. Dodatkowo, jeden z samochodów widocznych w sezonie pierwszym miał rejestrację „STANMAN”, co jest nawiązaniem do pseudonimu Stana „Stan the Man”.
Daredevil (2015–2018)
W dziewiątym odcinku trzeciego sezonu w retrospekcjach widoczny był plakat NYPD ze zdjęciem odmłodzonego Stana.
Venom (2018)
Stan Lee pojawia się pod koniec filmu i chwilę rozmawia z głównym bohaterem.
Iron Fist (2017–2018)
W drugim sezonie jego zdjęcie pojawia się na plakacie zachęcającym do wstąpienia w szeregi NYPD.
Był sobie Deadpool (2018)
Zdjęcie Stana jest widoczne na wielkoformatowym plakacie na ścianie budynku. Ze względu na to, że film został wydany po śmierci Stana, przy zdjęciu widoczny jest napis RIP. Po ostatniej scenie po napisach widoczny jest krótki materiał upamiętniający Stana Lee, zawierający m.in. wycinki zza kulis robienia cameo Stana Lee w filmie No good deed.
Spider-Man: Uniwersum (2018)
W roli cameo pojawił się pośmiertnie, jako sprzedawca o imieniu Stan, który sprzedał Milesowi Moralesowi kostium Spider-Mana. Stan Lee pojawił się w filmie jeszcze m.in. jako pasażer pociągu, przechodzień na przejściu dla pieszych czy jako J. Jonach Jameson w scenie po napisach. W trakcie napisów widoczne są okulary Stana, jako upamiętnienie dla niego i Steve’a Ditko, innego rysownika komiksów o Spider-Manie, który też zmarł w 2018 roku.
Kapitan Marvel (2019)
Stan Lee pojawia się w jednej ze scen w pociągu jako pasażer. Dodatkowo, twórcy filmu uhonorowali pośmiertnie Stana Lee zmieniając animację logotypu studia przedstawiając jego występy w filmach.
Avengers: Koniec gry (2019)
Odmłodzony Stan Lee pojawia się wraz ze swoją żoną Joan jako kierowca przejeżdżający obok głównej siedziby T.A.R.C.Z.Y. w 1970 roku. W wersji rozszerzonej filmu po napisach końcowych widoczny jest kilkuminutowy materiał zawierający wycinki zza kulis robienia cameo ze Stanem Lee.
Spider-Man: Far From Home (2019)
Mimo że Stan Lee nie pojawił się w filmie, na koniec napisów końcowych pojawia się wzorowana na stary komiks plansza, która upamiętnia Stana Lee i Steve’a Ditko, innego rysownika komiksów o Spider-Manie, który też zmarł w 2018 roku.
W tym szaleństwie jest metoda (2019)
Stan Lee wystąpił w trailerze do filmu, rozmawiał z jednym z bohaterów. Film jest mu dedykowany.

## Upamiętnienie
Na cześć Stana Lee nazwano w 2020 roku gatunek muchówki Daptolestes leei.
W 2023 roku powstał film dokumentalny zatytułowany Stan Lee, którego premiera została zapowiedziana na 16 czerwca na Disney+.